# فرد برادلي
فرد برادلي (بالإنجليزية: Fred Bradley)‏ هو لاعب كرة قاعدة أمريكي، ولد في 31 يوليو 1920 في بارسونز في الولايات المتحدة، وتوفي في 24 أبريل 2012 في مونتيبيلو في الولايات المتحدة.